# Sciaromium fryei
Sciaromium fryei là một loài rêu trong họ Echinodiaceae. Loài này được R.S. Williams mô tả khoa học đầu tiên năm 1933.